# 圆穗薹草
圆穗薹草（学名：Carex angarae）为莎草科薹草属下的一个种。。分布于蒙古北部、远东地区、西伯利亚以及中国大陆的黑龙江、吉林、内蒙古等地，生长于海拔650米至700米的地区，见于林下湿地或林缘草甸。

## 别名
紫鳞苔草（东北草本植物志）

## 扩展阅读
維基物種上的相關：圆穗薹草